# فطر ريشي
الفطر الريشي أو فطر لينغزي (الاسم العلمي: Ganoderma lucidum)، نوع من الفطور يتبع جنس غانوديرما. وهو ذات غطاء لامع أحمر اللون.